# Краснолицый неразлучник
Краснолицый неразлучник (лат. Agapornis pullarius) — птица отряда попугаеобразных.

## Внешний вид
Длина тела 15 см, хвоста 5 см. Основная окраска травянисто-зелёная, горло, щёки в передней части, затылок и лоб имеют ярко-оранжевую окраску. Внутренняя часть крыльев чёрного цвета. Верхние кроющие перья хвоста голубого цвета, у основания они красные, а на концах желтовато-зелёные. Окологлазные кольца желтовато-белые или бело-голубые. У самок оранжевая голова, с желтоватым оттенком, окраска их оперения в основном желтовато-зелёного цвета.

## Распространение
Обитает в Сьерра-Леоне, Эфиопии, Танзании и на о-ве Сан-Томе.

## Образ жизни
Населяют саванны с низкорослыми деревьями. Встречаются, но очень редко, и в высокоствольных лесах. Обычно селятся на опушках или на вырубках. Держатся колониями до 20 птиц.

## Размножение
Гнездятся не в дуплах деревьев, а в термитниках или в земляных холмах. Самка проделывает коридор длиной до 30 см, а в дальнем конце делает расширение — гнездовую камеру.

## Содержание
В Европе этот вид неразлучников известен с 1730 года.

## Классификация
Вид включает в себя 2 подвида:
- Agapornis pullarius pullarius (Linnaeus, 1758)
- Agapornis pullarius ugandae Neumann, 1908